# 新澤西號戰艦 (BB-62)
39°56′21″N 75°7′58″W / 39.93917°N 75.13278°W
新澤西號戰艦（舷號BB-62）是一艘隸屬於美國海軍的戰艦，為艾奧瓦級戰艦的二號艦。是美軍第二艘以新澤西州為名的軍艦。

## 服役歷史
新澤西號在1940年按照第二次文森法案（Second Vinson Act），於費城造船廠開始建造，在1942年下水，並在1943年服役，其時美國已參與第二次世界大戰多時。新澤西號旋即被派往太平洋戰區，並先後參與吉爾伯特及馬紹爾群島戰事、馬里亞納群島及帛琉戰事、雷伊泰灣海戰、硫磺島戰役及沖繩戰役。戰爭結束前數月，新澤西號返國維修，在日本投降後返抵遠東，並協助美軍佔領日本，然後參與魔毯行動（Operation Magic Carpet），接載美軍返國。
戰後新澤西號因海軍經費不足，而在1948年退役。兩年後韓戰爆發，海軍經費逐步恢復，且急需前線艦炮火力支援，新澤西號則因此在1950年重返現役，並主要炮擊北韓運輸路線及工業重鎮。韓戰結束後，新澤西號調回大西洋，並參與多次北約海軍演習。
1953年，新澤西號曾經造訪香港，當時曾引起市民轟動，但因吃水深而無法進入海床較淺的鯉魚門，只能在將軍澳對出水域停泊，其後此事更成為歇後語－「新澤西－食水深（牟取大量暴利）」。据传不入港的原因是当年有情报说中共间谍会偷袭该舰，但这只是误传，事实上在九十年初末该舰便曾进香港港内停泊。
1957年新澤西號再次退役封存。但其后改做为导弹主力舰再服役至1991年。
1964年，美國藉東京灣事件而日益增兵越南，但傷亡卻與日俱增：參與滾雷行動的飛機屢遭密集的防空飛彈迎擊，而在地面作戰的陸戰隊員又無法獲得及時充足的炮火支援。有見及此，美國國防部長羅伯特·麥克納馬拉決定將一艘愛荷華級戰艦重新服役。1968年新澤西號重返現役，並進行一次越戰巡航，但在返國後卻旋即再次退役。由於新澤西號在前線表現卓著，故其迅速退役一直引起不少猜測。
1981年，列根當選新任美國總統，並提出「六百艦隊」（600-ship Navy）擴軍計劃，大規模擴充海軍，以壓抑蘇聯。新澤西號因而重新復修，並進行大規模現代化改建，包括裝設戰斧巡航導彈及魚叉飛彈發射器，以及方陣近迫武器系統。1982年新澤西號再次重返現役，並在翌年到地中海東部，支援參與黎巴嫩內戰的陸戰隊員。稍後新澤西號主要在波斯灣及印度洋巡航，最後在1991年初退役，未有參與波斯灣戰爭。

## 退役
1995年新澤西號一度除籍，但當時國會憂慮海軍將在四艘愛荷華級退役後，而喪失艦炮火力支援能力。故此國會通過法案，限令海軍至少保留兩艘愛荷華級於船籍之內；而新澤西號及威斯康辛號則在1996年重新列入船籍。到1999年，海軍決定將新澤西號捐贈予民間團體作博物館艦，新澤西號才再次除籍。2000年，新澤西號正式改裝為博物館艦，並在新澤西州肯頓對外開放。

## 功勳
新澤西號分別在二戰獲得九枚戰鬥之星、在韓戰獲得四枚、而在越戰則獲得三枚。